# Loma (Dakota Północna)
Loma – miasto w Stanach Zjednoczonych, w stanie Dakota Północna, w hrabstwie Cavalier.